# Lucas de Franchis
Lucas de Franchis (1575 – 1615) foi um prelado católico romano que serviu como bispo de Ugento (1614–1615).

## Biografia
Lucas de Franchis nasceu em Nápoles, Itália. No dia 27 de janeiro de 1614, foi nomeado pelo Papa Paulo V como Bispo de Ugento. Serviu como Bispo de Ugento até à sua morte em 1615.